# Luxiaria contigaria
Luxiaria contigaria là một loài bướm đêm trong họ Geometridae.